# 蠍蝽科
蠍蝽科（學名：Nepidae），又稱紅娘華科、水蠍科、水螳𧔠科，是半翅目蠍蝽總科下的一科。為一類肉食性的水生昆蟲。整體外型類似螳螂與蠍子之間，呈扁平狀與偏長，可以用特化的鐮刀般前腳捕捉魚和蝌蚪等水生動物，注入消化液腐蝕內部後吸取獵物的體液為食，以尾部末端的呼吸管伸出水面呼吸，也能使用上翅的翅膀進行飛行。已知共有14屬，分屬蠍蝽亞科和螳蠍蝽亞科。其中螳蠍蝽屬（水螳螂）的物種最為廣泛，牠們比紅娘華屬的身體較為纖細像是樹枝般一樣。。

## 棲息
棲息於低海拔或平地的水田、池塘、淨水域、等等水生生物棲息地，但因水生環境汙染而數量減少。

## 習性
蠍蝽科昆蟲除了南極洲以外的所有地區幾乎都有分布。它們大多棲息在停滯或緩慢移動的淡水棲息地，如池塘，沼澤，運河和河流。在特殊情況下，牠們也有高鹽湖泊和鹹淡水中的紀錄。其他特殊品種澳大利亞Goondnomdanepa屬棲息於流動性水域和Nepa anophthalma生活在羅馬尼亞的洞穴內。
牠們屬於不完全變態的昆蟲，只會經過卵－若蟲－成蟲三個階段。 
蠍蝽科都是肉食性的昆蟲，以刺吸式口器將獵物先行麻醉並腐蝕內部系統後，再吸取獵物的體液為食，在自然界以小魚、蝌蚪、水蠆、孑孓等等為食物，在人工飼育下也可以餵食麵包蟲、蟋蟀、紅蟲、剪絲的蚯蚓、小型魚類等等。不過當食物短缺下，會出現自相殘殺的狀況，可能會將幼體或者同伴作為食物。當蠍蝽科昆蟲交配後牠們會選擇將卵產在水面不到2~3公分等高度的濕泥土上，之後隨著時間與溫度幼體會破卵而出，直接掉落或爬入水中展開新的生活。

## 物種
本科部分較知名的物種與其近親：

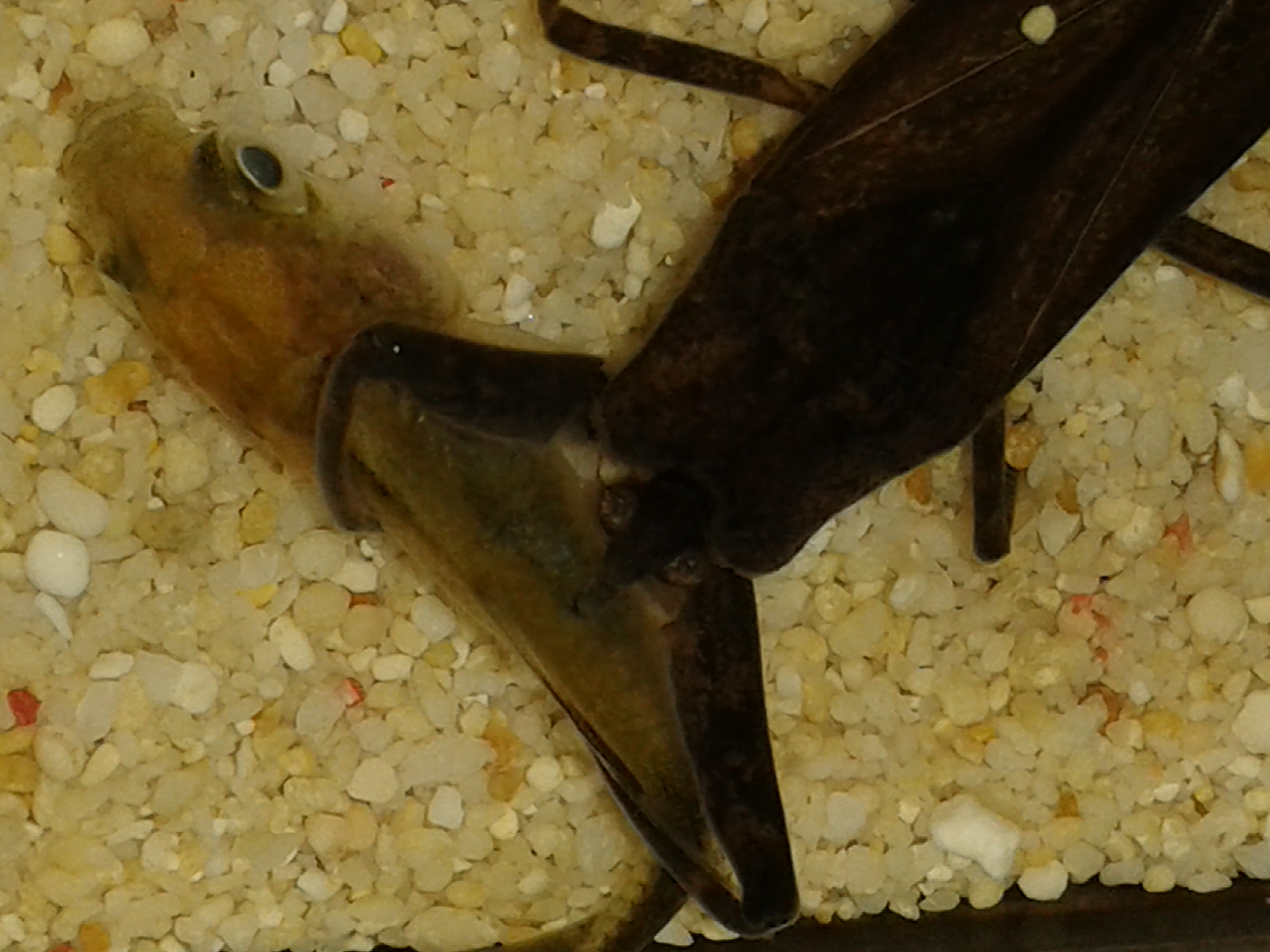
以刺吸式口器紮入獵物體內吸取體液為食

- 華壯蝎蝽（Laccotrephes chinensis）[10]
- 台灣紅娘華（Laccotrephes grossus）
- 日本紅娘華（Laccotrephes japonensis）
- 小紅娘華（Laccotrephes maculatus）
- 大紅娘華（Laccotrephes pfeiferiae）
- 水螳螂（Ranatra sp.）

相關近親：
- 印度大田鱉（Lethocerus indicus）
- 日本大田鱉（Kirkaldyia deyrollei）